# Григоров (Тернопольская область)
Григоров (укр. Григорів) — село в Монастырисской городской общине Чортковского района Тернопольской области Украины.
До 2020 года входило в Монастырисский район.
Население по переписи 2001 года составляло 686 человек. Почтовый индекс — 48324. Телефонный код — 3555.